# 互动艺术与科学学会
互动艺术与科学学会（英語：Academy of Interactive Arts & Sciences，AIAS）由安德鲁·扎克（Andrew Zucker）创建于1992年，电子游戏界、娱乐界的一些人士加入了这个组织。该组织在1994年举办了第一个在电视上直播的游戏颁奖典礼，之后每年都会选出一些游戏作品授予奖励。1996年，AIAS重组。1998年，开始每年颁发D.I.C.E.奖。其中游戏人小岛秀夫、BioWare创办者Muzyka與Zeschuk、暴雪创始人弗兰克·皮尔斯等人曾入选AIAS名人堂。2016年9月，执掌AIAS六年的总裁马丁•雷离职，跳槽至虚拟现实直播公司Vreal。